# Гонца, Емилия Пантелеевна
Емилия Пантелеевна Гонца (14.11.1935 — ?) — доярка Кишинёвского совхоза-училища виноделия и виноградарства Молдавской ССР, Герой Социалистического Труда (22.03.1966).
Родилась 14 ноября 1935 года в с. Загорены, ныне Оргеевский район Молдавии. Член КПСС с 1959 года.
С 1959 по 1968 год работала дояркой на молочно-товарной ферме Кишиневского совхоза — училища виноделия и виноградарства. Благодаря строгому соблюдению технологии (сбалансированное кормление, раздой коров после отёла и т. д.) добилась высокой продуктивности животных своей группы (до 4000 кг молока за год) при 100-процентной сохранности телят.
Герой Социалистического Труда (22.03.1966).
С 1969 года работала лаборантом в средней школе.